# Вілланова-Маркезана
Вілланова-Маркезана (італ. Villanova Marchesana, вен. Viłanova Marchesana) — муніципалітет в Італії, у регіоні Венето,  провінція Ровіго.
Вілланова-Маркезана розташована на відстані близько 350 км на північ від Рима, 60 км на південний захід від Венеції, 17 км на південний схід від Ровіго.
Населення — 964 особи (2014).

## Демографія
Населення за роками:

Станом на 1 січня 2023 року в муніципалітеті офіційно проживали 172 іноземці з 17 країн, серед них 55 громадян країн Євросоюзу та 4 громадяни України.

## Сусідні муніципалітети
- Адрія
- Берра
- Креспіно
- Гавелло
- Папоцце